# Lusigny-sur-Barse

Lusigny-sur-Barse este o comună în departamentul Aube din nord-estul Franței. În 1 ianuarie 2022 avea o populație de 2.265 de locuitori.